# Seznam osebnosti iz Občine Komen
Seznam osebnosti iz Občine Komen vsebuje osebnosti, ki so se tu rodile, delovale ali umrle.

## Gospodarstvo

### Podjetništvo
- Gašper Andrej Jakomini, podjetnik in poštar (17. oktober 1726, Štanjel – 15. avgust 1805, Gradec)
- Franc Abram, trgovec z lesom in lastnik tovarne sodov (17. julij 1829, Komen – 30. september 1906, Prijedor, Bosna in Hercegovina)

### Kmetijstvo
- Jožef Forčič, pospeševalec modernega kmetijstva (7. marec 1830, Preserje pri Komnu – 3. maj 1903, Preserje pri Komnu)
- Alojzij Štrekelj, vinogradnik in politik (3. januar 1857, Komen – 30. marec 1939, Biograd)
- Josip Štrekelj, sadjar in vrtnar (21. april 1868, Komen – 10. maj 1955, Ljubljana)
- Anton Štrekelj, kmetijski strokovnjak, publicist in pedagog (12. februar 1875, Gorjansko – 3. avgust 1943, Banja Luka)
- Avgust Kafol, gozdar (26. september 1882, Čepovan – 16. februar 1955, Ljubljana), vodja drevesnice v Komnu, pokopan v Komnu
- Lorenzo Fabiani, slovensko-italijanski agronom in publicist (24. julij 1907, Kobdilj – 27. maj 1973, Gorica)
- Danijel Čotar, agronom, publicist, kulturnoprosvetni delavec (22. januar 1943, Tabor), otroštvo preživel v Klancu pri Gorjanskem

### Ekonomija
- Vojka Ravbar, ekonomistka (27. april 1954, Dubrovnik), v mladosti živela v Tomačevici
- Igor Masten, ekonomist, profesor na Ekonomski fakulteti v Ljubljani (19. julij 1975), doma iz Preserij pri Komnu
- Franc Križanič, politik in ekonomist (4. december 1954, Ljubljana), v mladosti večkrat pri sorodnikih v Svetem

### Kamnoseštvo
- Jurij Štolfa, kamnosek, umetnik (pred 1808, Volčji Grad – po 14. avgust 1855, Volčji Grad)
- Anton Jurca, kamnosek (19. oktober 1815, Kopriva – 2. december 1878, Kopriva)
- Peter Jurca, kamnosek (2. julij 1857, Kopriva – 18. december 1927, Kopriva)
- Albin Henrik Špacapan, kamnosek (8. januar 1878, Miren – 18. marec 1856, Podgora), živel v Brestovici pri Komnu
- Viktor Colja, kamnosek (22. avgust 1935, Gabrovica pri Komnu – 9. november 2010, Sežana)
- Viktor Guštin, kamnosek (9. februar 1941, Gabrovica pri Komnu – ?)
- Peter Abram, kamnosek, umetnik (27. marec 1956, Kobjeglava)
- Damjan Švara, kipar, kamnosek (3. april 1967, Postojna), živi v Komnu

## Vzgoja in izobraževanje
- Gregor Grbec, pedagog, pisec, duhovnik (med 1607 in 1610, Šempeter pri Gorici – po 1682, neznano)
- Franc Bunc, učitelj in narodni buditelj (18. september 1831, Škrbina – 9. september 1902, Komen)
- Anton Rudež, graščak (8. april 1757, Kobjeglava – 14. november 1829, Ribnica)
- Anton Rudež, surdopedagog (1847, Kobjeglava – 5. marec 1907, Gorica)
- Anton Leban, nadučitelj, pedagoški pisec (30. november 1849, Kanal – 12. marec 1925, Stična)
- Božidar Kante, filozof (19. maj 1951, Preserje pri Komnu)
- Janko Leban, učitelj (21. april 1855, Kanal ob Soči – 18. februar 1932, Novo mesto)
- Mihael Zavadlal, šolnik (23. september 1856, Gorjansko – 12. junij 1916, Zadar)
- Anton Fakin, učitelj (13. junij 1885, Škrbina – 2. julij 1963 Ljubljana)
- Dušan Reja, zdravnik in zdravstveni vzgojitelj (28. maj 1908, Komen – 12. marec 1980, Ljubljana)
- Adela Žgur, profesorica germanistike, prevajalka (22. oktober 1909, Komen – 3. avgust 1992, Ljubljana)
- Ernest Jazbec, pravnik, organizator šolstva (16. april 1913, Sveto – 22. maj 1945, Koncentracijsko taborišče Ebensee)
- Vojka Štular, profesorica pedagogike in psihologije (4. september 1946, Brestovica pri Komnu)
- Stojan Petelin, dr. stroj., univ. prof. (22. oktober 1952, Gabrovica pri Komnu)
- Verena Vidrih Perko, arheologinja, muzeologinja, univerzitetna profesorica (23 november 1952, Čehovini)

## Politika

### Poslanci
- Alojzij Polley, deželni poslanec, politik (18. februar 1816, Sežana – 4. januar 1872, Sežana), predstojnik okrajnega urada v Komnu
- Josip Abram, politik, poslanec v deželnem zboru, pravnik, odvetnik (18. september 1832, Tupelče – 29. januar 1907, Gorica)
- Marko Bandelli, poslovnež, politik, župan, poslanec v Državnem zboru, minister (19. november 1967, Trst), po rodu iz Komna, živi v Kobdilju
- Danijel Božič, politik, župan Občine Komen, poslanec v Državnem svetu RS, tajnik Univerze na Primorskem (12. marec 1959 – 5. julij 2022), doma iz Gorjanskega

### Politični delavci
- Josip Fabiani, politik, uradnik (1. december 1805, Kobdilj – 19. junij 1882, Štanjel)
- Andrej Lisjak, zdravnik in politik  (13. januar 1849, Lisjaki  – 21. september 1922, Ljubljana)
- Alojzij Jerič, politični delavec, župan, posestnik (4. april 1853, Kobdilj – 6. november 1909, Kobdilj)
- Ivan Bufon, organizator delavstva (26. januar 1870, Sveto – 10. april 1929, Ljubljana)
- Vincenc Kermolj, politik, urednik in publicist, (24. julij 1870, Sveto – 10. februar 1940, Trst)
- Adalbert Vrabec, borec proti fašizmu in mizar (23. september 1890, Komen – 1944, Koncentracijsko taborišče Flossenburg)
- Alojz Štolfa, javni delavec (1. julij 1886, Volčji Grad – 30. december 1953, Gorica)
- Ema Tomažič, mati Pinka Tomažiča (28. januar 1897, Škrbina – 20. maj 1981, Trst)
- Avgust Dugulin, politični delavec (16. avgust 1905, Škrbina – 24. oktober 1981, Nova Gorica)
- Srečko Colja, politični delavec (24. september 1909, Volčji Grad – 5. avgust 2003, Trst)
- Albin Čotar, družbenopolitični delavec (25. februar 1917, Hoče – 3. november 1988, Koper), otroštvo preživel v Škrbini
- Rudi Kodrič, politični delavec (24. julij 1920, Mali Dol pri Komnu – 9. november 2006, Sežana)
- Jožef Mercina, politični in gospodarski delavec (7. april 1930, Kopriva – 9. januar 1983, Sežana
- Just Godnič, tigrovec, partizan, politični delavec (25. oktober 1908, Sveto – 5. januar 1990, Golnik)
- Danilo Pipan, član Borbe (9. november 1912, Preserje pri Komnu – ?)

### Vojaki
- Johann Cobenzl von Prossegg, vojak (1530, Štanjel – 16. avgust 1594, Regensburg)
- Jožef Anton Jakomini, vitez, katehetičen pisatelj (9. oktober 1755, Štanjel – 28. marec 1830, Nova Cerkev)
- Andrej Čehovin, častnik avstrijske vojske, baron (1810, Dolanci – 1855, Baden pri Dunaju)
- Antonija Kante, partizanska mati (9. april 1887, Kobdilj – 9. november 1973, Sežana)
- Tone Gulič, tigrovec (20. januar 1906, Kobdilj – 31. marec 1977, Trst)
- Anton Šibelja - Stjenka, partizan, partizanski poveljnik, narodni heroj (21. april 1914, Tomačevica – 1. april 1945, Gorenja Trebuša, Gačnik)

## Pravo
- Johann Baptista Stein, pravnik, sodnik (1810, Gorica – 18. marec 1873, Trst), sodnik v Štanjelu
- Josip Kavčič, narodni buditelj, pravnik, notar (18. marec 1821, Razdrto – 18. marec 1903, Gorica), notar v Komnu
- Filip Abram, sodnik (19. april 1835, Tupelče – 1. april 1903, Dunaj)
- Fran Dominko, pravnik, sodnik (13. december 1870, Kobarid – 5. maj 1921, Ilirska Bistrica), sodnik v Komnu

## Religija

### Rojeni v občini
- Andrej Nepokoj, duhovnik, arhidiakon (okoli 1547, Štanjel – med 1600 in 1650, Gorica)
- Baltazar Tavčar, protireformacijski duhovnik (okoli 1560, Štanjel – 18. november 1625, Laško)
- Janez Abram, duhovnik, dvorni kaplan in stolni kanonik (18. maj 1813, Tupelče – 3. november 1904, Gorica)
- Karel Čigon, duhovnik, nabožni pisatelj (31. oktober 1848, Štanjel – 24. oktober 1919, Hruševica)
- Jožef Godnič, duhovnik in publicist (14. marec 1851, Komen – 23. februar 1929, Dornberk)
- Jože Abram, duhovnik, pisatelj, dramatik, prevajalec in organizator planinstva v Trenti (2. februar 1875, Štanjel – 22. junij 1938, Ljubljana)
- Josip Godnič, duhovnik (20. april 1884, Komen – 19. februar 1949, Dornberk)
- Anton Gerbec, duhovnik (14. januar 1885, Kobdilj – 16. avgust 1955, Gorica)
- Ida Kerševan, notredamska sestra (22. februar 1909, Štanjel – 21. marec 1996, Novo mesto)
- Stanko Žerjal,  duhovnik, publicist in javni delavec (14. junij 1910, Brje pri Komnu – 23. februar 2002, Gorica)
- Bernardin Godnič, duhovnik (20. maj 1914, Komen – 15. april 1977, Vrtojba)
- Franc Godnič, duhovnik (22. december 1920, Komen – 2000, Šempeter pri Gorici)

### Službovali v občini
- Jožef Cusani, duhovnik, minorit, nabožni pisatelj (14. marec 1702, Šempeter pri Gorici – po 1764, Šempeter pri Gorici), vikar v Štanjelu
- Štefan Kemperle, duhovnik, prevajalec, nabožni pisec (okoli 1729, Hudajužna – 23. oktober 1789, Gorica), dekan v Komnu
- Peter Filej, duhovnik, ravnatelj bogoslovnega semenišča, šolnik (3. julij 1781, Idrija – 8. februar 1864, Gorica), služboval v Komnu
- Ignacij Valentinčič, duhovnik, in stolni kanonik (1867–1946), dekan v Komnu
- Bogomil Nemec, duhovnik, škofov svetovalec (23. december 1868, Chvalenice, Češka – 22. november 1931, Gorica), dekan v Komnu
- Ivan Drašček, duhovnik, kulturni delavec, dramatik (12. maj 1874, Podgora – 13. maj 1952, Kobjeglava)
- Urban Golmajer, duhovnik, narodni buditelj, učitelj, družbenopolitični delavec, kanonik (21. maj 1820, Žirovnica  – 2. julij 1905, Tomaj), vodil pogozdovanje v Komnu
- Viktor Kos, duhovnik (4. september 1899, Podmelec – 22. julij 1987, Šempeter pri Gorici), dekan v Komnu
- Frederick (Mirko) Rener, duhovnik, germanist, univerzitetni profesor in glasbenik (27. januar 1919, Štjak – 27. januar 1993, Marburg), kaplan v Komnu
- Franc Krapež, duhovnik (12. februar 1920, Otlica – ??), dekan v Komnu, graditelj novega župnišča
- Ivan Bajec, duhovnik in misijonar (16. maj 1949, Malo Polje), župnik v Štanjelu

### Škofje
- Janez Tavčar,  ljubljanski škof (okoli leta 1544, Štanjel – 24. avgust 1597, Gradec)
- Konrad Glušič, ljubljanski škof (oktober 1527, Komen – po 24. maju 1578, Gornji Grad)
- Anton Mahnič, teolog, škof, pesnik, pisatelj, kritik slovenskega in hrvaškega kulturnega in duhovnega življenja in urednik (14. september 1850, Kobdilj – 14. december 1920, Zagreb)

## Umetnost in kultura

### Gledališče, film, televizija in časnikarstvo
- Ezio Jazbec, časnikar (31. oktober 1920, Trst – 9. november 1975, Koper), mladost preživel v Komnu
- Franco Giraldi, italijanski režiser in scenarist, filmski kritik (11. julij 1931, Komen - 2. december 2020, Trst)
- Sergej Ferrari, gledališki igralec (5. avgust 1933, Komen – 25. junij 2025)
- Sergej Verč, režiser, gledališki pedagog in književnik (27. marec 1948, Trst – 23. april 2015, Gabrovica pri Komnu)
- Stojan Colja,  gledališki in filmski igralec (24. junij 1947, Trst – 18. avgust 2008, Škrbina
- Ivo Godnič, gledališki igralec (4. maj 1963, Ljubljana); oče iz Svetega, v otroštvu in sedaj pogosto na očetovem domu
- Jože A. Hočevar, publicist in urednik (29. november 1934, Štanjel)
- Majda Širca Ravnikar, novinarka, političarka, poslanka in umetnostna zgodovinarka (20. april 1953, Postojna), mladost preživela v Hruševici

### Glasba
- Adolf Harmel, cecilijanec, duhovnik, baritonist, zborovodja  (28. april 1847, Idrija – 2. september 1893, Komen)
- Ivan Kacin, glasbenik, organist, izdelovalec harmonijev in orgel (26. avgust 1884, Otalež – 13. november 1953, Gorica), organist v Komnu
- Jožef Petrovič, glasbenik, (17. december 1889, Sela na Krasu – 10. marec 1980, Šempeter pri Gorici), ustanovitelj godbe v Komnu
- Bogomir Špacapan, tiskarski stavec, zborovodja in kulturni delavec (16. januar 1922, Miren – 30. marec 1997, Brestovica pri Komnu)
- Leander Pegan, glasbeni pedagog (1939, Središče ob Dravi – 27. april 2017), ustanovitelj pihalne godbe v Komnu in njen dirigent
- Ivan Tavčar (glasbenik), glasbenik, pevovodja (26. marec 1940, Ivanji Grad)
- Fanči Klobučar, korepetitorka, pianistka, zborovodkinja (3. december 1966, Trbovlje), delala na osnovni šoli v Komnu

### Likovna umetnost
- Giulio Quaglio, slikar (1668, Laino, Italija, – 1751, Laino, Italija), poslikal božjepotno cerkev Device Marije Obršljanske nad Tomačevico
- Albert Sirk, slikar (26. maj 1887, Križ – 13. september 1947, Celje), poučeval na strokovni šoli v Komnu
- Lojze Spacal, slikar in grafik (1907, Trst – 2000, Trst), pokopan v Škrbini
- Viktor Birsa,  slikar (20. april 1908, Kobjeglava – 2002, Portorož)
- Ive Šubic, slikar (23. april 1922, Hotovlja – 29. december 1989, Poljane nad Škofjo Loko), naslikal stensko sliko v zadružnem domu v Komnu
- Janez Vidic, slikar (8. februar 1923, Ljubljana – 19. maj 1996, Maribor), naslikal stensko sliko v zadružnem domu v Komnu
- Peter Rehar, slikar (27. marec 1956, Kobjeglava)
- Mojca Senegačnik, slikarka (21. april 1971, Celje), živela v Komnu
- Ana Čigon, vizualna umetnica, slikarka in filmska režiserka (1982, Šempeter pri Gorici; živela in delala v Štanjelu

### Kulturni delavci
- Joško Žigon, kulturni delavec (27. december 1900, Komen – 17. oktober 1981, Vrtojba)
- Franc Hočevar, kulturni delavec (4. oktober 1911 v Štanjel – 3. januar 1945, Conegliano Veneto)
- Nadja Mislej Božič, kulturna in izobraževalna delavka (1955, Vrtojba), živi v Gorjanskem

### Arhitektura
- Maks Fabiani, arhitekt in urbanist (29. april 1865, Kobdilj – 12. avgust 1962, Gorica)

### Šport
- Franjo Gregl, kolesar (1891 – 16. avgust 1916, Komen)